# بينوا كلابيرون
بينوا بول إميل كلابيرون (بالفرنسية: Benoît Paul Émile Clapeyron)‏ ( 26 يناير 1799 - 28 يناير 1864 ) مهندس وفيزيائي فرنسي واحد مؤسسي الديناميكا الحرارية وينسب اليه قانون الغازات المثالية

## حياته
درس كلابيرون المولود في باريس في المدرسة المتعددة التكنولوجية وهي مدرسة فرنسية للمهندسين وتخرج منها عام 1818  كما انه درس في المدرسة الوطنية العليا للمناجم في باريس ، عاد إلى باريس بعد ثورة يوليو 1830واشرف على بناء أول خط سكة حديد يربط باريس مع فرساي وسن جرمن آن له  ومن 1844 حتى 1859 عمل استاذاً في المدرسة الوطنية للجسور والطرق في باريس